# Vicolo in Publicolis
Vicolo in Publicolis är en återvändsgränd i Rione Sant'Angelo i Rom. Gränden utgör ett utskott från Via in Publicolis och har fått sitt namn från kyrkan Santa Maria in Publicolis. Benämningen "publicolis" kommer av frumentum publicum, vilket i antikens Rom åsyftade distributionen av spannmål till allmänheten; denna distribution ägde rum vid Porticus Minucia.
Grändens sydsida domineras av Palazzo Boccamazza Boccapaduli, uppfört under 1700-talet.

## Bilder
| - Vicolo in Publicolis (vid den röda pilen) på Giovanni Battista Nollis topografiska karta över Rom från år 1748. - Vicolo in Publicolis på en karta från år 2020. |

### Webbkällor
- ”Vicolo in Publicolis” (på italienska). info.roma.it. Arkiverad från originalet den 27 november 2020. https://archive.md/NaFNo. Läst 27 november 2020.
- ”When in Rome...note Vicolo in Publicolis” (på engelska). Roman Despatches. 12 december 2017. Arkiverad från originalet den 27 november 2020. https://archive.md/ZcYeK. Läst 27 november 2020.